# 알버타 본

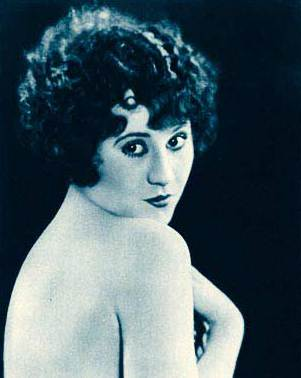

알버타 본(Alberta Vaughn, 1904년 6월 27일 ~ 1992년 4월 26일)은 미국의 배우, 영화배우이다.
애슐랜드 (켄터키주)에서 태어났다.

## 영화
- 미드나잇 모랄스 (1932년)